# Saison 2005 de la WTA
Vainqueurs des tournois majeurs
Résultats des tournois de tennis organisés par la Women's Tennis Association (WTA) en 2005.

## Organisation de la saison
Indépendamment des 4 tournois du Grand Chelem (organisés par l'ITF), la saison 2005 de la WTA se compose des tournois suivants :
- les tournois Tier I (10),
- les tournois Tier II (16),
- les tournois Tier III, Tier IV, Tier V (32)
- Les Masters de fin de saison

La saison 2005 compte donc 63 tournois.
À ce calendrier s'ajoute aussi l'épreuve par équipes nationales : la Fed Cup.

## La saison 2005 en résumé
Les 4 tournois du Grand Chelem et le Masters sont gagnés par 5 joueuses différentes : Serena Williams, Justine Henin, Venus Williams, Kim Clijsters et Amélie Mauresmo.
L'Américaine Lindsay Davenport termine la saison N°1 mondiale en disputant 10 finales et en en remportant 6 titres mais aucun des 5 titres majeurs.
La Belge Kim Clijsters est désignée joueuse de l'année en remportant 9 titres sur la saison dont l'US Open et 3 tournois Tier I.
En août, Maria Sharapova, 18 ans, devient la première Russe de l'histoire du tennis féminin à atteindre la première place du classement mondial.
Cette saison voit également l'éclosion de la Serbe Ana Ivanović.

## Palmarès

### Simple
| No | Date       | Nom et lieu du tournoi                          | Catégorie | Dotation    | Surface         | Vainqueure         | Finaliste           | Score          |         |
| -- | ---------- | ----------------------------------------------- | --------- | ----------- | --------------- | ------------------ | ------------------- | -------------- | ------- |
| 1  | 03/01/2005 | ASB Classic, Auckland                           | Tier IV   | 140 000 $   | Dur (ext.)      | Katarina Srebotnik | Shinobu Asagoe      | 5-7, 7-5, 6-4  | Tableau |
| 2  | 03/01/2005 | Uncle Tobys Hard Court, Gold Coast              | Tier III  | 170 000 $   | Dur (ext.)      | Patty Schnyder     | Samantha Stosur     | 1-6, 6-3, 7-5  | Tableau |
| 3  | 09/01/2005 | Moorilla International, Hobart                  | Tier V    | 110 000 $   | Dur (ext.)      | Zheng Jie          | Gisela Dulko        | 6-2, 6-0       | Tableau |
| 4  | 10/01/2005 | Canberra Women’s Classic, Canberra              | Tier V    | 110 000 $   | Dur (ext.)      | Ana Ivanović       | Melinda Czink       | 7-5, 6-1       | Tableau |
| 5  | 10/01/2005 | Medibank International, Sydney                  | Tier II   | 585 000 $   | Dur (ext.)      | Alicia Molik       | Samantha Stosur     | 6-75, 6-4, 7-5 | Tableau |
| 6  | 17/01/2005 | Australian Open, Melbourne                      | G. Chelem | 5 952 601 $ | Dur (ext.)      | Serena Williams    | Lindsay Davenport   | 2-6, 6-3, 6-0  | Tableau |
| 7  | 31/01/2005 | Volvo Women’s Open, Pattaya                     | Tier IV   | 170 000 $   | Dur (ext.)      | Conchita Martínez  | Anna-Lena Grönefeld | 6-3, 3-6, 6-3  | Tableau |
| 8  | 31/01/2005 | Toray Pan Pacific Open, Tokyo                   | Tier I    | 1 300 000 $ | Moquette (int.) | Maria Sharapova    | Lindsay Davenport   | 6-1, 3-6, 7-65 | Tableau |
| 9  | 07/02/2005 | Hyderabad Open, Hyderabad                       | Tier IV   | 140 000 $   | Dur (ext.)      | Sania Mirza        | Alona Bondarenko    | 6-4, 5-7, 6-3  | Tableau |
| 10 | 07/02/2005 | Open Gaz de France, Paris                       | Tier II   | 585 000 $   | Moquette (int.) | Dinara Safina      | Amélie Mauresmo     | 6-4, 2-6, 6-3  | Tableau |
| 11 | 14/02/2005 | M. Keegan & Cellular South Cup, Memphis         | Tier III  | 170 000 $   | Dur (int.)      | Vera Zvonareva     | Meghann Shaughnessy | 7-63, 6-2      | Tableau |
| 12 | 14/02/2005 | Copa Colsanitas Seguros Bolivar, Bogota         | Tier III  | 170 000 $   | Terre (ext.)    | Flavia Pennetta    | Lourdes Domínguez   | 7-64, 6-4      | Tableau |
| 13 | 14/02/2005 | Proximus Diamond Games, Anvers                  | Tier II   | 585 000 $   | Moquette (int.) | Amélie Mauresmo    | Venus Williams      | 4-6, 7-5, 6-4  | Tableau |
| 14 | 21/02/2005 | Abierto Mexicano HSBC, Acapulco                 | Tier III  | 180 000 $   | Terre (ext.)    | Flavia Pennetta    | Ľudmila Cervanová   | 3-6, 7-5, 6-3  | Tableau |
| 15 | 21/02/2005 | Qatar Total Open, Doha                          | Tier II   | 600 000 $   | Dur (ext.)      | Maria Sharapova    | Alicia Molik        | 4-6, 6-1, 6-4  | Tableau |
| 16 | 28/02/2005 | Duty Free Women’s Open, Dubaï                   | Tier II   | 1 000 000 $ | Dur (ext.)      | Lindsay Davenport  | Jelena Janković     | 6-4, 3-6, 6-4  | Tableau |
| 17 | 07/03/2005 | Pacific Life Open, Indian Wells                 | Tier I    | 2 100 000 $ | Dur (ext.)      | Kim Clijsters      | Lindsay Davenport   | 6-4, 4-6, 6-2  | Tableau |
| 18 | 23/03/2005 | NASDAQ-100 Open, Miami                          | Tier I    | 3 115 000 $ | Dur (ext.)      | Kim Clijsters      | Maria Sharapova     | 6-3, 7-5       | Tableau |
| 19 | 04/04/2005 | Bausch & Lomb Championships, Amelia Island      | Tier II   | 585 000 $   | Terre (ext.)    | Lindsay Davenport  | Silvia Farina       | 7-5, 7-5       | Tableau |
| 20 | 11/04/2005 | Family Circle Cup, Charleston                   | Tier I    | 1 300 000 $ | Terre (ext.)    | Justine Henin      | Elena Dementieva    | 7-5, 6-4       | Tableau |
| 21 | 25/04/2005 | Estoril Open, Estoril                           | Tier IV   | 140 000 $   | Terre (ext.)    | Lucie Šafářová     | Li Na               | 6-74, 6-4, 6-3 | Tableau |
| 22 | 25/04/2005 | J&S Cup, Varsovie                               | Tier II   | 585 000 $   | Terre (ext.)    | Justine Henin      | Svetlana Kuznetsova | 3-6, 6-2, 7-5  | Tableau |
| 23 | 02/05/2005 | GP Princesse Lalla Meryem, Rabat                | Tier IV   | 140 000 $   | Terre (ext.)    | Nuria Llagostera   | Zheng Jie           | 6-4, 6-2       | Tableau |
| 24 | 02/05/2005 | Qatar Total German Open, Berlin                 | Tier I    | 1 300 000 $ | Terre (ext.)    | Justine Henin      | Nadia Petrova       | 6-3, 4-6, 6-3  | Tableau |
| 25 | 09/05/2005 | ECM Open, Prague                                | Tier IV   | 140 000 $   | Terre (ext.)    | Dinara Safina      | Zuzana Ondrášková   | 7-62, 6-3      | Tableau |
| 26 | 09/05/2005 | Telecom Italia Masters, Rome                    | Tier I    | 1 300 000 $ | Terre (ext.)    | Amélie Mauresmo    | Patty Schnyder      | 2-6, 6-3, 6-4  | Tableau |
| 27 | 16/05/2005 | Internationaux de Strasbourg, Strasbourg        | Tier III  | 170 000 $   | Terre (ext.)    | Anabel Medina      | Marta Domachowska   | 6-4, 6-3       | Tableau |
| 28 | 16/05/2005 | Istanbul Cup, Istanbul                          | Tier III  | 200 000 $   | Terre (ext.)    | Venus Williams     | Nicole Vaidišová    | 6-3, 6-2       | Tableau |
| 29 | 23/05/2005 | Roland-Garros, Paris                            | G. Chelem | 5 301 154 $ | Terre (ext.)    | Justine Henin      | Mary Pierce         | 6-1, 6-1       | Tableau |
| 30 | 06/06/2005 | DFS Classic, Birmingham                         | Tier III  | 200 000 $   | Gazon (ext.)    | Maria Sharapova    | Jelena Janković     | 6-2, 4-6, 6-1  | Tableau |
| 31 | 13/06/2005 | Ordina Open, Bois-le-Duc                        | Tier III  | 170 000 $   | Gazon (ext.)    | Klára Koukalová    | Lucie Šafářová      | 3-6, 6-2, 6-2  | Tableau |
| 32 | 13/06/2005 | Hastings Direct Int’l Championships, Eastbourne | Tier II   | 585 000 $   | Gazon (ext.)    | Kim Clijsters      | Vera Dushevina      | 7-5, 6-0       | Tableau |
| 33 | 20/06/2005 | The Championships, Wimbledon                    | G. Chelem | 7 285 286 $ | Gazon (ext.)    | Venus Williams     | Lindsay Davenport   | 4-6, 7-64, 9-7 | Tableau |
| 34 | 11/07/2005 | Internazionali di, Modena                       | Tier IV   | 140 000 $   | Terre (ext.)    | Anna Smashnova     | Tathiana Garbin     | 6-6, ab.       | Tableau |
| 35 | 18/07/2005 | Internazionali Femminili, Palerme               | Tier IV   | 140 000 $   | Terre (ext.)    | Anabel Medina      | Klára Koukalová     | 6-4, 6-0       | Tableau |
| 36 | 18/07/2005 | Western & Southern Open, Cincinnati             | Tier III  | 170 000 $   | Dur (ext.)      | Patty Schnyder     | Akiko Morigami      | 6-4, 6-0       | Tableau |
| 37 | 25/07/2005 | Tippmix Grand Prix, Budapest                    | Tier IV   | 140 000 $   | Terre (ext.)    | Anna Smashnova     | Catalina Castaño    | 6-2, 6-2       | Tableau |
| 38 | 25/07/2005 | Bank of the West Classic, Stanford              | Tier II   | 585 000 $   | Dur (ext.)      | Kim Clijsters      | Venus Williams      | 7-5, 6-2       | Tableau |
| 39 | 01/08/2005 | Acura Classic, San Diego                        | Tier I    | 1 300 000 $ | Dur (ext.)      | Mary Pierce        | Ai Sugiyama         | 6-0, 6-3       | Tableau |
| 40 | 08/08/2005 | Nordea Nordic Light Open, Stockholm             | Tier IV   | 140 000 $   | Dur (ext.)      | Katarina Srebotnik | Anastasia Myskina   | 7-5, 6-2       | Tableau |
| 41 | 08/08/2005 | JPMorgan Chase Open by Herbalife, Los Angeles   | Tier II   | 585 000 $   | Dur (ext.)      | Kim Clijsters      | Daniela Hantuchová  | 6-4, 6-1       | Tableau |
| 42 | 15/08/2005 | Coupe Rogers American Express, Toronto          | Tier I    | 1 300 000 $ | Dur (ext.)      | Kim Clijsters      | Justine Henin       | 7-5, 6-1       | Tableau |
| 43 | 22/08/2005 | Pilot Pen Tennis, New Haven                     | Tier II   | 600 000 $   | Dur (ext.)      | Lindsay Davenport  | Amélie Mauresmo     | 6-4, 6-4       | Tableau |
| 44 | 23/08/2005 | Women’s Tennis Classic, Forest Hills            | Tier IV   | 74 800 $    | Dur (ext.)      | Lucie Šafářová     | Sania Mirza         | 3-6, 7-5, 6-4  | Tableau |
| 45 | 29/08/2005 | US Open, Flushing Meadows                       | G. Chelem | 7 147 042 $ | Dur (ext.)      | Kim Clijsters      | Mary Pierce         | 6-3, 6-1       | Tableau |
| 46 | 12/09/2005 | Wismilak International, Bali                    | Tier III  | 225 000 $   | Dur (ext.)      | Lindsay Davenport  | Francesca Schiavone | 6-2, 6-4       | Tableau |
| 47 | 19/09/2005 | Banka Koper Slovenia Open, Portorož             | Tier IV   | 140 000 $   | Dur (ext.)      | Klára Koukalová    | Katarina Srebotnik  | 6-2, 4-6, 6-3  | Tableau |
| 48 | 19/09/2005 | Sunfeast Open, Calcutta                         | Tier III  | 170 000 $   | Dur (int.)      | Anastasia Myskina  | Karolina Šprem      | 6-2, 6-2       | Tableau |
| 49 | 19/09/2005 | China Open, Pékin                               | Tier II   | 585 000 $   | Dur (ext.)      | Maria Kirilenko    | Anna-Lena Grönefeld | 6-3, 6-4       | Tableau |
| 50 | 26/09/2005 | Hansol Korea Tennis Championships, Séoul        | Tier IV   | 140 000 $   | Dur (ext.)      | Nicole Vaidišová   | Jelena Janković     | 7-5, 6-3       | Tableau |
| 51 | 26/09/2005 | International Women’s Open, Guangzhou           | Tier III  | 170 000 $   | Dur (ext.)      | Yan Zi             | Nuria Llagostera    | 6-4, 4-0, ab.  | Tableau |
| 52 | 26/09/2005 | FORTIS Championships, Luxembourg                | Tier II   | 585 000 $   | Dur (int.)      | Kim Clijsters      | Anna-Lena Grönefeld | 6-2, 6-4       | Tableau |
| 53 | 03/10/2005 | Tashkent Open, Tachkent                         | Tier IV   | 140 000 $   | Dur (ext.)      | Michaëlla Krajicek | Akgul Amanmuradova  | 6-0, 4-6, 6-3  | Tableau |
| 54 | 03/10/2005 | AIG Japan Open Tennis Championships, Tokyo      | Tier III  | 170 000 $   | Dur (ext.)      | Nicole Vaidišová   | Tatiana Golovin     | 7-64, 3-2, ab. | Tableau |
| 55 | 03/10/2005 | Porsche Tennis Grand Prix, Filderstadt          | Tier II   | 650 000 $   | Dur (int.)      | Lindsay Davenport  | Amélie Mauresmo     | 6-2, 6-4       | Tableau |
| 56 | 10/10/2005 | PTT Thailand Open, Bangkok                      | Tier III  | 200 000 $   | Dur (ext.)      | Nicole Vaidišová   | Nadia Petrova       | 6-1, 6-75, 7-5 | Tableau |
| 57 | 10/10/2005 | Ladies Kremlin Cup, Moscou                      | Tier I    | 1 300 000 $ | Moquette (int.) | Mary Pierce        | Francesca Schiavone | 6-4, 6-3       | Tableau |
| 58 | 17/10/2005 | Zürich Open, Zurich                             | Tier I    | 1 300 000 $ | Dur (int.)      | Lindsay Davenport  | Patty Schnyder      | 7-65, 6-3      | Tableau |
| 59 | 24/10/2005 | Gaz de France Stars, Hasselt                    | Tier III  | 170 000 $   | Moquette (int.) | Kim Clijsters      | Francesca Schiavone | 6-2, 6-3       | Tableau |
| 60 | 24/10/2005 | Generali Ladies, Linz                           | Tier II   | 585 000 $   | Dur (int.)      | Nadia Petrova      | Patty Schnyder      | 4-6, 6-3, 6-1  | Tableau |
| 61 | 31/10/2005 | Challenge Bell, Québec                          | Tier III  | 170 000 $   | Moquette (int.) | Amy Frazier        | Sofia Arvidsson     | 6-1, 7-5       | Tableau |
| 62 | 31/10/2005 | Advanta Championships, Philadelphie             | Tier II   | 585 000 $   | Dur (int.)      | Amélie Mauresmo    | Elena Dementieva    | 7-5, 2-6, 7-5  | Tableau |
| 63 | 07/11/2005 | Tour Championships by Porsche, Los Angeles      | Masters   | 3 000 000 $ | Dur (int.)      | Amélie Mauresmo    | Mary Pierce         | 5-7, 7-63, 6-4 | Tableau |

### Double
| No | Date       | Nom et lieu du tournoi                         | Catégorie | Dotation    | Surface         | Vainqueures                              | Finalistes                               | Score           |         |
| -- | ---------- | ---------------------------------------------- | --------- | ----------- | --------------- | ---------------------------------------- | ---------------------------------------- | --------------- | ------- |
| 1  | 03/01/2005 | ASB Classic Auckland                           | Tier IV   | 140 000 $   | Dur (ext.)      | Shinobu Asagoe Katarina Srebotnik        | Leanne Baker Francesca Lubiani           | 6-3, 6-3        | Tableau |
| 2  | 03/01/2005 | Uncle Tobys Hard Court Gold Coast              | Tier III  | 170 000 $   | Dur (ext.)      | Elena Likhovtseva Magdalena Maleeva      | Maria Elena Camerin Silvia Farina        | 6-3, 5-7, 6-1   | Tableau |
| 3  | 09/01/2005 | Moorilla International Hobart                  | Tier V    | 110 000 $   | Dur (ext.)      | Yan Zi Zheng Jie                         | Anabel Medina Dinara Safina              | 6-4, 7-5        | Tableau |
| 4  | 10/01/2005 | Canberra Women’s Classic Canberra              | Tier V    | 110 000 $   | Dur (ext.)      | Tathiana Garbin Tina Križan              | Gabriela Navrátilová Michaela Paštiková  | 7-5, 1-6, 6-4   | Tableau |
| 5  | 10/01/2005 | Medibank International Sydney                  | Tier II   | 585 000 $   | Dur (ext.)      | Bryanne Stewart Samantha Stosur          | Elena Dementieva Ai Sugiyama             | Forfait         | Tableau |
| 6  | 17/01/2005 | Australian Open Melbourne                      | G. Chelem | 5 952 601 $ | Dur (ext.)      | Svetlana Kuznetsova Alicia Molik         | Lindsay Davenport Corina Morariu         | 6-3, 6-4        | Tableau |
| 7  | 31/01/2005 | Volvo Women’s Open Pattaya                     | Tier IV   | 170 000 $   | Dur (ext.)      | Marion Bartoli Anna-Lena Grönefeld       | Marta Domachowska Silvija Talaja         | 6-3, 6-2        | Tableau |
| 8  | 31/01/2005 | Toray Pan Pacific Open Tokyo                   | Tier I    | 1 300 000 $ | Moquette (int.) | Janette Husárová Elena Likhovtseva       | Lindsay Davenport Corina Morariu         | 6-4, 6-3        | Tableau |
| 9  | 07/02/2005 | Hyderabad Open Hyderabad                       | Tier IV   | 140 000 $   | Dur (ext.)      | Yan Zi Zheng Jie                         | Li Ting Sun Tiantian                     | 6-4, 6-1        | Tableau |
| 10 | 07/02/2005 | Open Gaz de France Paris                       | Tier II   | 585 000 $   | Moquette (int.) | Iveta Benešová Květa Peschke             | Anabel Medina Dinara Safina              | 6-2, 2-6, 6-2   | Tableau |
| 11 | 14/02/2005 | M. Keegan & Cellular South Cup Memphis         | Tier III  | 170 000 $   | Dur (int.)      | Miho Saeki Yuka Yoshida                  | Laura Granville Abigail Spears           | 6-3, 6-4        | Tableau |
| 12 | 14/02/2005 | Copa Colsanitas Seguros Bolivar Bogota         | Tier III  | 170 000 $   | Terre (ext.)    | Emmanuelle Gagliardi Tina Pisnik         | Ľubomíra Kurhajcová Barbora Strýcová     | 6-4, 6-3        | Tableau |
| 13 | 14/02/2005 | Proximus Diamond Games Anvers                  | Tier II   | 585 000 $   | Moquette (int.) | Cara Black Els Callens                   | Anabel Medina Dinara Safina              | 3-6, 6-4, 6-4   | Tableau |
| 14 | 21/02/2005 | Abierto Mexicano HSBC Acapulco                 | Tier III  | 180 000 $   | Terre (ext.)    | Alina Jidkova Tatiana Perebiynis         | Rosa María Andrés C. Granados            | 7-5, 6-3        | Tableau |
| 15 | 21/02/2005 | Qatar Total Open Doha                          | Tier II   | 600 000 $   | Dur (ext.)      | Alicia Molik Francesca Schiavone         | Cara Black Liezel Huber                  | 6-3, 6-4        | Tableau |
| 16 | 28/02/2005 | Duty Free Women’s Open Dubaï                   | Tier II   | 1 000 000 $ | Dur (ext.)      | Virginia Ruano Paola Suárez              | Svetlana Kuznetsova Alicia Molik         | 6-77, 6-2, 6-1  | Tableau |
| 17 | 07/03/2005 | Pacific Life Open Indian Wells                 | Tier I    | 2 100 000 $ | Dur (ext.)      | Virginia Ruano Paola Suárez              | Nadia Petrova Meghann Shaughnessy        | 7-63, 6-1       | Tableau |
| 18 | 23/03/2005 | NASDAQ-100 Open Miami                          | Tier I    | 3 115 000 $ | Dur (ext.)      | Svetlana Kuznetsova Alicia Molik         | Lisa Raymond Rennae Stubbs               | 7-5, 6-75, 6-2  | Tableau |
| 19 | 04/04/2005 | Bausch & Lomb Championships Amelia Island      | Tier II   | 585 000 $   | Terre (ext.)    | Bryanne Stewart Samantha Stosur          | Květa Peschke Patty Schnyder             | 6-4, 6-2        | Tableau |
| 20 | 11/04/2005 | Family Circle Cup Charleston                   | Tier I    | 1 300 000 $ | Terre (ext.)    | Conchita Martínez Virginia Ruano         | Iveta Benešová Květa Peschke             | 6-1, 6-4        | Tableau |
| 21 | 25/04/2005 | Estoril Open Estoril                           | Tier IV   | 140 000 $   | Terre (ext.)    | Li Ting Sun Tiantian                     | Michaëlla Krajicek Henrieta Nagyová      | 6-3, 6-1        | Tableau |
| 22 | 25/04/2005 | J&S Cup Varsovie                               | Tier II   | 585 000 $   | Terre (ext.)    | Tatiana Perebiynis Barbora Strýcová      | Klaudia Jans Alicja Rosolska             | 6-1, 6-4        | Tableau |
| 23 | 02/05/2005 | GP Princesse Lalla Meryem Rabat                | Tier IV   | 140 000 $   | Terre (ext.)    | Émilie Loit Barbora Strýcová             | Lourdes Domínguez Nuria Llagostera       | 3-6, 7-65, 7-5  | Tableau |
| 24 | 02/05/2005 | Qatar Total German Open Berlin                 | Tier I    | 1 300 000 $ | Terre (ext.)    | Elena Likhovtseva Vera Zvonareva         | Cara Black Liezel Huber                  | 4-6, 6-4, 6-3   | Tableau |
| 25 | 09/05/2005 | ECM Open Prague                                | Tier IV   | 140 000 $   | Terre (ext.)    | Émilie Loit Nicole Pratt                 | Jelena Kostanić Barbora Strýcová         | 6-76, 6-4, 6-4  | Tableau |
| 26 | 09/05/2005 | Telecom Italia Masters Rome                    | Tier I    | 1 300 000 $ | Terre (ext.)    | Cara Black Liezel Huber                  | Maria Kirilenko Anabel Medina            | 6-0, 4-6, 6-1   | Tableau |
| 27 | 16/05/2005 | Internationaux de Strasbourg Strasbourg        | Tier III  | 170 000 $   | Terre (ext.)    | Rosa María Andrés Andreea Vanc           | Marta Domachowska Marlene Weingärtner    | 6-3, 6-1        | Tableau |
| 28 | 16/05/2005 | Istanbul Cup Istanbul                          | Tier III  | 200 000 $   | Terre (ext.)    | Marta Marrero Ant. Serra Zanetti         | Daniela Klemenschits Sandra Klemenschits | 6-4, 6-0        | Tableau |
| 29 | 23/05/2005 | Roland-Garros Paris                            | G. Chelem | 5 301 154 $ | Terre (ext.)    | Virginia Ruano Paola Suárez              | Cara Black Liezel Huber                  | 4-6, 6-3, 6-3   | Tableau |
| 30 | 06/06/2005 | DFS Classic Birmingham                         | Tier III  | 200 000 $   | Gazon (ext.)    | Daniela Hantuchová Ai Sugiyama           | Eléni Daniilídou Jennifer Russell        | 6-2, 6-3        | Tableau |
| 31 | 13/06/2005 | Ordina Open Bois-le-Duc                        | Tier III  | 170 000 $   | Gazon (ext.)    | Anabel Medina Dinara Safina              | Iveta Benešová Nuria Llagostera          | 6-4, 2-6, 7-6   | Tableau |
| 32 | 13/06/2005 | Hastings Direct Int’l Championships Eastbourne | Tier II   | 585 000 $   | Gazon (ext.)    | Lisa Raymond Rennae Stubbs               | Elena Likhovtseva Vera Zvonareva         | 6-3, 7-5        | Tableau |
| 33 | 20/06/2005 | The Championships Wimbledon                    | G. Chelem | 7 285 286 $ | Gazon (ext.)    | Cara Black Liezel Huber                  | Svetlana Kuznetsova Amélie Mauresmo      | 6-2, 6-1        | Tableau |
| 34 | 11/07/2005 | Internazionali di Modena                       | Tier IV   | 140 000 $   | Terre (ext.)    | Yuliya Beygelzimer Mervana Jugić-Salkić  | Gabriela Navrátilová Michaela Paštiková  | 6-2, 6-0        | Tableau |
| 35 | 18/07/2005 | Internazionali Femminili Palerme               | Tier IV   | 140 000 $   | Terre (ext.)    | Giulia Casoni Mariya Koryttseva          | Klaudia Jans Alicja Rosolska             | 4-6, 6-3, 7-5   | Tableau |
| 36 | 18/07/2005 | Western & Southern Open Cincinnati             | Tier III  | 170 000 $   | Dur (ext.)      | Laura Granville Abigail Spears           | Květa Peschke María Emilia Salerni       | 3-6, 6-2, 6-4   | Tableau |
| 37 | 25/07/2005 | Tippmix Grand Prix Budapest                    | Tier IV   | 140 000 $   | Terre (ext.)    | Émilie Loit Katarina Srebotnik           | Lourdes Domínguez Marta Marrero          | 6-1, 3-6, 6-2   | Tableau |
| 38 | 25/07/2005 | Bank of the West Classic Stanford              | Tier II   | 585 000 $   | Dur (ext.)      | Cara Black Rennae Stubbs                 | Elena Likhovtseva Vera Zvonareva         | 6-3, 7-5        | Tableau |
| 39 | 01/08/2005 | Acura Classic San Diego                        | Tier I    | 1 300 000 $ | Dur (ext.)      | Conchita Martínez Virginia Ruano         | Daniela Hantuchová Ai Sugiyama           | 6-77, 6-1, 7-5  | Tableau |
| 40 | 08/08/2005 | Nordea Nordic Light Open Stockholm             | Tier IV   | 140 000 $   | Dur (ext.)      | Émilie Loit Katarina Srebotnik           | Eva Birnerová Mara Santangelo            | 6-4, 6-3        | Tableau |
| 41 | 08/08/2005 | JPMorgan Chase Open by Herbalife Los Angeles   | Tier II   | 585 000 $   | Dur (ext.)      | Elena Dementieva Flavia Pennetta         | Angela Haynes Bethanie Mattek            | 6-2, 6-4        | Tableau |
| 42 | 15/08/2005 | Coupe Rogers American Express Toronto          | Tier I    | 1 300 000 $ | Dur (ext.)      | Anna-Lena Grönefeld Martina Navrátilová  | Conchita Martínez Virginia Ruano         | 5-7, 6-3, 6-4   | Tableau |
| 43 | 22/08/2005 | Pilot Pen Tennis New Haven                     | Tier II   | 600 000 $   | Dur (ext.)      | Lisa Raymond Samantha Stosur             | Gisela Dulko Maria Kirilenko             | 6-2, 6-76, 6-1  | Tableau |
| 44 | 29/08/2005 | US Open Flushing Meadows                       | G. Chelem | 7 147 042 $ | Dur (ext.)      | Lisa Raymond Samantha Stosur             | Elena Dementieva Flavia Pennetta         | 6-2, 5-7, 6-3   | Tableau |
| 45 | 12/09/2005 | Wismilak International Bali                    | Tier III  | 225 000 $   | Dur (ext.)      | Anna-Lena Grönefeld Meghann Shaughnessy  | Yan Zi Zheng Jie                         | 6-3, 6-3        | Tableau |
| 46 | 19/09/2005 | Banka Koper Slovenia Open Portorož             | Tier IV   | 140 000 $   | Dur (ext.)      | Anabel Medina Roberta Vinci              | Jelena Kostanić Katarina Srebotnik       | 6-4, 5-7, 6-2   | Tableau |
| 47 | 19/09/2005 | Sunfeast Open Calcutta                         | Tier III  | 170 000 $   | Dur (int.)      | Elena Likhovtseva Anastasia Myskina      | Neha Uberoi Shikha Uberoi                | 6-1, 6-0        | Tableau |
| 48 | 19/09/2005 | China Open Pékin                               | Tier II   | 585 000 $   | Dur (ext.)      | Nuria Llagostera María Vento-Kabchi      | Yan Zi Zheng Jie                         | 6-2, 6-4        | Tableau |
| 49 | 26/09/2005 | Hansol Korea Tennis Championships Séoul        | Tier IV   | 140 000 $   | Dur (ext.)      | Chan Yung-Jan Chuang Chia-Jung           | Jill Craybas Natalie Grandin             | 6-2, 6-4        | Tableau |
| 50 | 26/09/2005 | International Women’s Open Guangzhou           | Tier III  | 170 000 $   | Dur (ext.)      | Maria Elena Camerin Emmanuelle Gagliardi | Neha Uberoi Shikha Uberoi                | 7-65, 6-3       | Tableau |
| 51 | 26/09/2005 | FORTIS Championships Luxembourg                | Tier II   | 585 000 $   | Dur (int.)      | Lisa Raymond Samantha Stosur             | Cara Black Rennae Stubbs                 | 7-5, 6-1        | Tableau |
| 52 | 03/10/2005 | Tashkent Open Tachkent                         | Tier IV   | 140 000 $   | Dur (ext.)      | Maria Elena Camerin Émilie Loit          | Anastasia Rodionova Galina Voskoboeva    | 6-3, 6-0        | Tableau |
| 53 | 03/10/2005 | AIG Japan Open Tennis Championships Tokyo      | Tier III  | 170 000 $   | Dur (ext.)      | Gisela Dulko Maria Kirilenko             | Shinobu Asagoe María Vento-Kabchi        | 7-5, 4-6, 6-3   | Tableau |
| 54 | 03/10/2005 | Porsche Tennis Grand Prix Filderstadt          | Tier II   | 650 000 $   | Dur (int.)      | Daniela Hantuchová Anastasia Myskina     | Květa Peschke Francesca Schiavone        | 6-0, 3-6, 7-5   | Tableau |
| 55 | 10/10/2005 | PTT Thailand Open Bangkok                      | Tier III  | 200 000 $   | Dur (ext.)      | Shinobu Asagoe Gisela Dulko              | Conchita Martínez Virginia Ruano         | 6-1, 7-5        | Tableau |
| 56 | 10/10/2005 | Ladies Kremlin Cup Moscou                      | Tier I    | 1 300 000 $ | Moquette (int.) | Lisa Raymond Samantha Stosur             | Cara Black Rennae Stubbs                 | 6-2, 6-4        | Tableau |
| 57 | 17/10/2005 | Zürich Open Zurich                             | Tier I    | 1 300 000 $ | Dur (int.)      | Cara Black Rennae Stubbs                 | Daniela Hantuchová Ai Sugiyama           | 6-76, 7-64, 6-3 | Tableau |
| 58 | 24/10/2005 | Gaz de France Stars Hasselt                    | Tier III  | 170 000 $   | Moquette (int.) | Émilie Loit Katarina Srebotnik           | Michaëlla Krajicek Ágnes Szávay          | 6-3, 6-4        | Tableau |
| 59 | 24/10/2005 | Generali Ladies Linz                           | Tier II   | 585 000 $   | Dur (int.)      | Gisela Dulko Květa Peschke               | Conchita Martínez Virginia Ruano         | 6-2, 6-3        | Tableau |
| 60 | 31/10/2005 | Challenge Bell Québec                          | Tier III  | 170 000 $   | Moquette (int.) | Anastasia Rodionova Elena Vesnina        | Līga Dekmeijere Ashley Harkleroad        | 6-74, 6-4, 6-2  | Tableau |
| 61 | 31/10/2005 | Advanta Championships Philadelphie             | Tier II   | 585 000 $   | Dur (int.)      | Cara Black Rennae Stubbs                 | Lisa Raymond Samantha Stosur             | 6-4, 7-64       | Tableau |
| 62 | 07/11/2005 | Tour Championships by Porsche Los Angeles      | Masters   | 3 000 000 $ | Dur (int.)      | Lisa Raymond Samantha Stosur             | Cara Black Rennae Stubbs                 | 6-75, 7-5, 6-4  | Tableau |

### Double mixte
| No | Date       | Nom et lieu du tournoi        | Catégorie | Dotation    | Surface      | Vainqueures                        | Finalistes                        | Score            |         |
| -- | ---------- | ----------------------------- | --------- | ----------- | ------------ | ---------------------------------- | --------------------------------- | ---------------- | ------- |
| 1  | 01/01/2005 | Hyundai Hopman Cup XVII Perth | ITF       | 1 000 000 $ | Dur (int.)   | Daniela Hantuchová Dominik Hrbatý  | Gisela Dulko Guillermo Coria      | 3 matchs à 0     | Tableau |
| 2  | 17/01/2005 | Australian Open Melbourne     | G. Chelem | 5 952 601 $ | Dur (ext.)   | Samantha Stosur Scott Draper       | Liezel Huber Kevin Ullyett        | 6-2, 2-6, [10-6] | Tableau |
| 3  | 23/05/2005 | Roland-Garros Paris           | G. Chelem | 5 301 154 $ | Terre (ext.) | Daniela Hantuchová Fabrice Santoro | Martina Navrátilová Leander Paes  | 3-6, 6-3, 6-2    | Tableau |
| 4  | 20/06/2005 | The Championships Wimbledon   | G. Chelem | 7 285 286 $ | Gazon (ext.) | Mary Pierce Mahesh Bhupathi        | Tatiana Perebiynis Paul Hanley    | 6-4, 6-2         | Tableau |
| 5  | 29/08/2005 | US Open Flushing Meadows      | G. Chelem | 7 147 042 $ | Dur (ext.)   | Daniela Hantuchová Mahesh Bhupathi | Katarina Srebotnik Nenad Zimonjić | 6-4, 6-2         | Tableau |

## Classements de fin de saison
| Rang | Joueuse             |
| ---- | ------------------- |
| 1    | Lindsay Davenport   |
| 2    | Kim Clijsters       |
| 3    | Amélie Mauresmo     |
| 4    | Maria Sharapova     |
| 5    | Mary Pierce         |
| 6    | Justine Henin       |
| 7    | Patty Schnyder      |
| 8    | Elena Dementieva    |
| 9    | Nadia Petrova       |
| 10   | Venus Williams      |
| 11   | Serena Williams     |
| 12   | Nathalie Dechy      |
| 13   | Francesca Schiavone |
| 14   | Anastasia Myskina   |
| 15   | Nicole Vaidišová    |
| 16   | Ana Ivanović        |
| 17   | Elena Likhovtseva   |
| 18   | Svetlana Kuznetsova |
| 19   | Daniela Hantuchová  |
| 20   | Dinara Safina       |

| Rang | Joueuse                 |
| ---- | ----------------------- |
| 1    | Cara Black              |
| 2    | Samantha Stosur         |
| 3    | Lisa Raymond            |
| 4    | Virginia Ruano Pascual  |
| 5    | Rennae Stubbs           |
| 6    | Liezel Huber            |
| 7    | Elena Likhovtseva       |
| 8    | Svetlana Kuznetsova     |
| 9    | Conchita Martínez       |
| 10   | Vera Zvonareva          |
| 11   | Anna-Lena Grönefeld     |
| 12   | Alicia Molik            |
| 13   | Daniela Hantuchová      |
| 14   | Ai Sugiyama             |
| 15   | Corina Morariu          |
| 16   | Květa Peschke           |
| 17   | Paola Suárez            |
| 18   | Elena Dementieva        |
| 19   | Meghann Shaughnessy     |
| 20   | Anabel Medina Garrigues |

| Rang | Paire                   |
| ---- | ----------------------- |
| 1    | Cara Black              |
| 1    | Liezel Huber            |
| 2    | Lisa Raymond            |
| 2    | Samantha Stosur         |
| 3    | Conchita Martínez       |
| 3    | Virginia Ruano Pascual  |
| 4    | Virginia Ruano Pascual  |
| 4    | Paola Suárez            |
| 5    | Cara Black              |
| 5    | Rennae Stubbs           |
| 6    | Elena Likhovtseva       |
| 6    | Vera Zvonareva          |
| 7    | Daniela Hantuchová      |
| 7    | Ai Sugiyama             |
| 8    | Svetlana Kuznetsova     |
| 8    | Alicia Molik            |
| 9    | Anabel Medina Garrigues |
| 9    | Dinara Safina           |
| 10   | Bryanne Stewart         |
| 10   | Samantha Stosur         |

## Fed Cup
| Date     | Lieu                                           | Surf.        | Vainqueur                                                       | Finaliste                                                  | Score |         |
| 17/09/05 | Paris, Roland-Garros, court Philippe-Chatrier. | Terre (ext.) | Elena Dementieva Anastasia Myskina Dinara Safina Vera Dushevina | Amélie Mauresmo Mary Pierce Nathalie Dechy Tatiana Golovin | 3-2   | Tableau |